# Klooster van de zusters van het Heilig Hart van Maria (Nederbrakel)

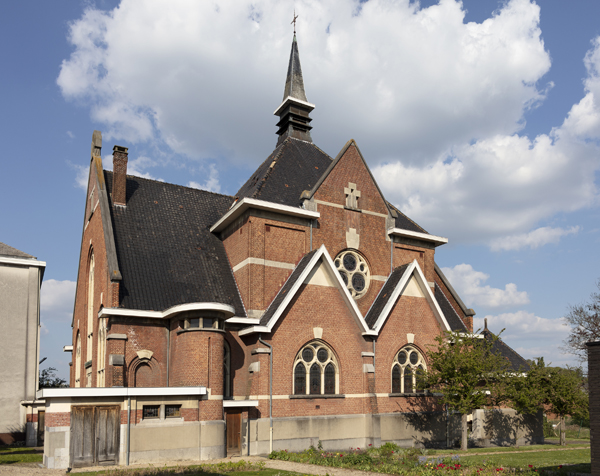
Kloosterkapel

Het Klooster van de zusters van het Heilig Hart van Maria is een klooster- en scholencomplex in de tot de Oost-Vlaamse gemeente Brakel behorende plaats Nederbrakel, gelegen aan de Kasteelstraat 45.

## Geschiedenis
In 1825 werd een spinschool gesticht voor arme meisjes. Deze werd geleid door een lekengemeenschap welke in 1834 werd erkend als onderwijscongregatie met de naam: Hospitaliere Zusters van het Heilig Hart van Maria. Het geheel was gehuisvest in een gehuurd kasteel dat in 1843 in bezit van de zusters kwam.
Het onderwijs werd uitgebreid met een dag- en avondschool en een school voor weeshuiskinderen. In 1954-1955 werd de school zelfstandig onder de naam Cor Mariae en in 1991 fuseerde deze met de Sint-Augustinusbasisschool en kreeg de naam Viso Cor Mariae. Het is een school voor middelbaar onderwijs.

## Gebouw
De kapel werd gebouwd in 1930 naar ontwerp van Jo De Bouver. Deze zaalkerk werd uitgevoerd met een skelet van gewapend beton en vervolgens bekleed met baksteen. De kapel heeft een vierkante dakruiter en het interieur is, evenals het kerkmeubilair, in art decostijl uitgevoerd. Eerder was er een kapel van 1850 en een pensionaat van 1879, en in 1931 werd op deze plaats een nieuw kloostergebouw in art deco opgericht.
Het oude kasteel dat in 1843 werd aangekocht is geheel omsloten door nieuwere gebouwen. Het is waarschijnlijk in de 2e helft van de 18e eeuw als buitenhuis opgericht. De enige vrijstaande gevel heeft motieven in Lodewijk XV- en Lodewijk XVI-stijl. Binnen dit kasteel bevinden zich diverse salons.
Voorts zijn er een aantal schoolgebouwen uit het 4e kwart van de 19e eeuw en uit de 20e eeuw.